# Abo de Tiflis
Abo de Tiflis, Abo Tbileli, ou Habo Tbileli (Abo/Habo de Tbilisi; em georgiano: აბო თბილელი, ჰაბო ტფილელი) (ca. 756 - 6 de janeiro de 786) é um mártir cristão e o santo padroeiro da cidade de Tbilisi, na Geórgia.
Árabe por descendência, Abo cresceu muçulmano em Bagdá. Na idade de dezessete ou dezoito anos, encontrou-se em Tbilisi, tendo seguido o príncipe georgiano Narses, o governante de Ibéria. Narses, foi caluniado perante o califa, e passou três anos na prisão; libertado por um novo califa, tomou Abo com ele.
A profissão de Abo em Bagdá era a de perfumista, na qual se destacou como fabricante de perfumes finos e pomadas, a arte, evidentemente, implicava no conhecimento de química. Era bem educado e possuía um bom domínio de "toda a tradição muçulmana", que deve incluir conhecimento tanto de textos religiosos quanto filosóficos. Na sua chegada à Ibéria tornou-se convertido ao cristianismo, o que não aconteceu de imediato, mas só depois de uma intensa busca espiritual, que envolveu discussões acaloradas, mesmo com sacerdotes cristãos e bispos sobre assuntos religiosos; aquelas discussões só consolidaram a sua convicção de que a verdade estava no cristianismo. No entanto, inicialmente Abo tinha medo de se converter abertamente, uma vez que a Geórgia estava sob o domínio árabe; apenas abandonou o hábito muçulmano de orar cinco vezes por dia e começou a rezar na maneira cristã.
Por razões políticas, o príncipe teve que procurar abrigo junto aos cazares, ao norte do Mar Cáspio, uma área livre do controle muçulmano; Abo o acompanhou, e ali foi batizado. Posteriormente Nerse mudou-se para a Abecásia, que também estava livre do domínio árabe, e levou Abo consigo. Na Abecásia Abo zelosamente seguiu a vida cristã de orações e lutas ascéticas, preparando-se para a futura missão. O príncipe Nerse e sua comitiva, retornaram a Tbilisi em 782, e Abo, não obstante a advertência de que não era seguro para ele ir a Tbilisi, o seguiu.
Por cerca de três anos Abo abertamente professou sua fé cristã nas ruas de Tbilisi, fortalecendo com seu exemplo os cristãos que sofriam sob o domínio árabe e tentando converter ao cristianismo os seus compatriotas árabes. Uma série de ameaças e advertências não conseguiu atenuar o seu zelo. Em 786 foi denunciado como cristão às autoridades árabes em Tbilisi, preso e julgado por ser um renegado do Islã. Confessou sua fé durante o julgamento, foi preso, e martirizado em 6 de janeiro de 786. No caminho para a sua execução, agradeceu a Deus por ter transformado sua profissão terrena de perfumista em uma vocação celestial de seguidor da "doce fragrância dos mandamentos de Cristo".
Ioane Sabanisdze, escritor religioso georgiano e contemporâneo de Santo Abo, compilou a vida do mártir em seu romance hagiográfico "O Martírio de Santo Abo".